# Muzeum Parafialne w Bliznem
Muzeum Parafialne w Bliznem – muzeum z siedzibą we wsi Blizne (powiat brzozowski). Placówka działa przy tutejszej parafii Wszystkich Świętych.
Siedzibą muzeum jest drewniana wikarówka, pochodząca z 1699 roku. Należy ona do zespołu kościelno-plebańskiego kościoła Wszystkich Świętych w Bliznem, wpisanego w 2003 roku na listę światowego dziedzictwa UNESCO. W muzealnych zbiorach znajdują się pamiątki, związane z historią kościoła i parafii oraz dawne sprzęty rolnicze. Do najcenniejszych eksponatów należy rękopis „Willa Blizne episcopalis visitatia 1745”, będący odpisem wizytacji biskupa Wacława Hieronima Sierakowskiego.
Zwiedzanie kościoła i muzeum jest możliwe po uprzednim uzgodnieniu.